# Encélado (satélite)
Encélado es el sexto satélite más grande de Saturno con algo más de  500 km de diámetro, aproximadamente la décima parte del de Titán, el mayor satélite saturniano. Está cubierto por una capa de hielo que refleja casi toda la luz solar que incide sobre él, por lo que la temperatura superficial es muy baja: –198 °C a mediodía. A pesar de su pequeño tamaño, tiene una amplia variedad de rasgos superficiales que van desde regiones antiguas salpicadas de cráteres a terrenos jóvenes y deformados tectónicamente que se formaron hace apenas cien millones de años. 
Fue descubierto el 28 de agosto de 1789 por William Herschel, pero se sabía muy poco de él hasta que las sondas Voyager pasaron muy cerca a principios de la década de 1980. En 2005, la sonda Cassini comenzó una serie de sobrevuelos que revelaron mayores detalles. En concreto, descubrió penachos ricos en agua en el polo sur. Los criovolcanes cercanos al polo sur expulsaban al espacio, en forma de géiseres, chorros de vapor de agua, otras sustancias volátiles y material sólido que incluía cristales de cloruro sódico y partículas de hielo, con tasas de expulsión de hasta doscientos toneladas por segundo. Se han identificado más de cien géiseres. Parte del vapor de agua cae de nuevo en forma de nieve; el resto escapa y suministra la mayor parte del material que constituye el anillo E. Según científicos de la NASA, la composición de los penachos es similar a la de los cometas. En 2014, la NASA informó que había encontrado pruebas de la presencia de un gran océano subsuperficial de agua en el polo sur de unos diez kilómetros de espesor.
Se encuentra en resonancia orbital 2:1 con Dione, situación similar al caso de Io y Europa, lo cual pudiera proveer la energía necesaria para calentar levemente este satélite, aunque la causa (o causas) del calentamiento de Encélado es un tema de investigación; de hecho, la producción de calor en el polo sur de este satélite es de casi dieciséis megavatios, diez veces más de lo que se pensaba, y cuyo origen es desconocido por ahora.
Debajo de la superficie del satélite existe un océano global de agua líquida, como una capa entre el hielo de la superficie y el núcleo rocoso. Probablemente es calentado por muchas fuentes hidrotermales, lo que despierta gran interés al existir las condiciones necesarias para la vida.
En abril de 2017 la NASA notificó que en la superficie del satélite existen géiseres y fumarolas que expulsan vapor de agua desde su océano. Según los científicos este vapor expulsaría elementos químicos entre los que se encuentra el hidrógeno, lo que haría factible la posibilidad de vida microbiana.

## Historia

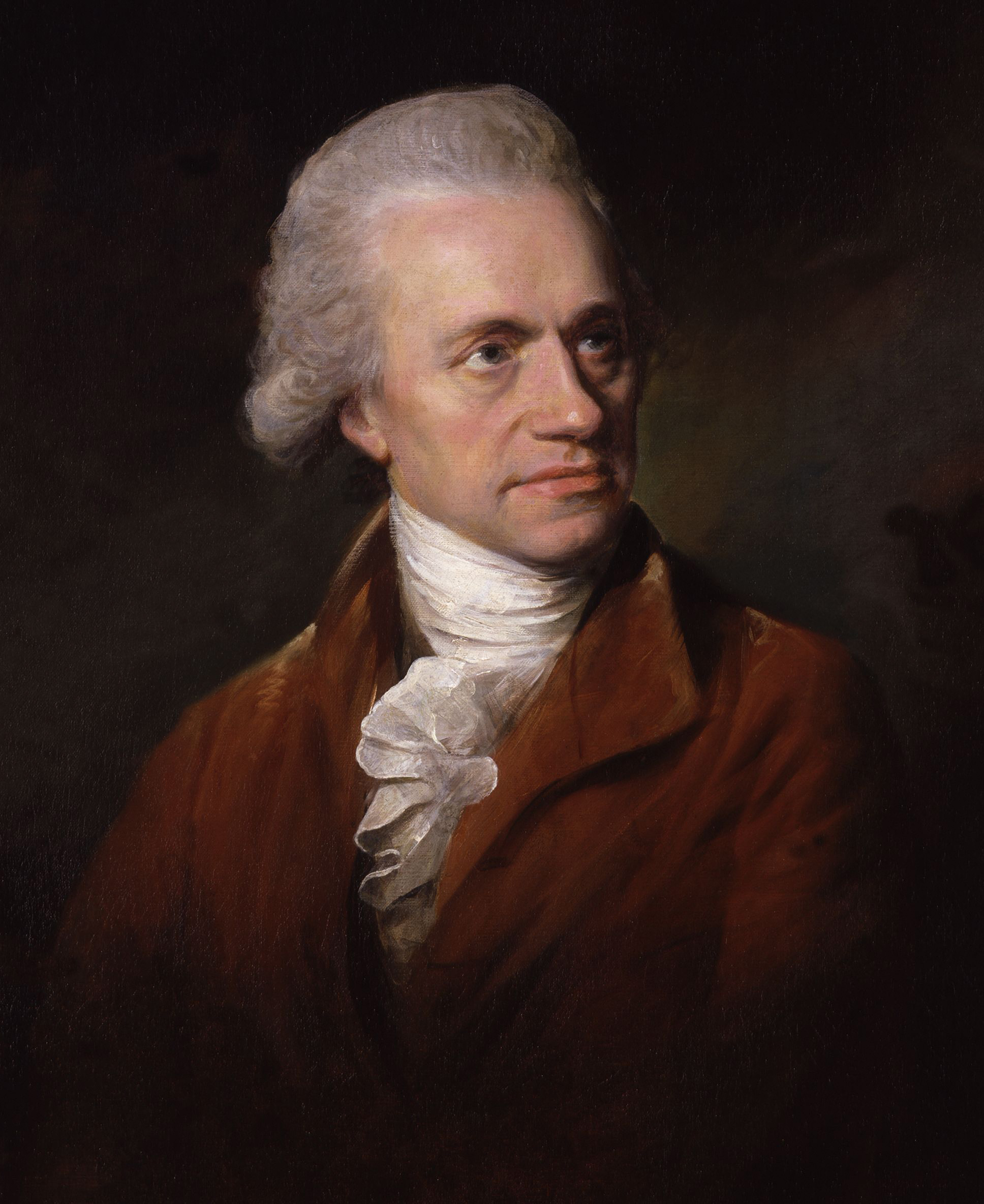
William Herschel, descubridor de Encélado. Retrato de Lemuel Francis Abbott.

### Descubrimiento y denominación
Encélado fue descubierto por William Herschel el 28 de agosto de 1789 con su nuevo telescopio de 1,2 m, entonces el mayor del mundo. El satélite recibe su nombre por el gigante Encélado de la mitología griega. El nombre fue propuesto por John Herschel en su publicación de 1847 de los resultados de sus observaciones astronómicas en el cabo de Buena Esperanza. También se le denomina Saturno II.

### Observación
Su débil magnitud aparente (11,7) y su proximidad al mucho más brillante Saturno y a sus anillos dificultan la observación del satélite desde la Tierra con telescopios pequeños. Al igual que muchos satélites de Saturno descubiertos antes de la era espacial, Encélado se observó por primera vez durante un equinoccio de Saturno cuando la Tierra y los anillos saturnianos están en el mismo plano. En ese momento, la reducción del brillo de los anillos hace que los satélites sean más fáciles de observar. Antes de las misiones de las sondas Voyager el conocimiento de Encélado había avanzado poco desde que Herschel lo descubriese. Solo se conocían con precisión sus características orbitales, mientras que su masa, albedo y densidad eran simples estimaciones.

## Órbita

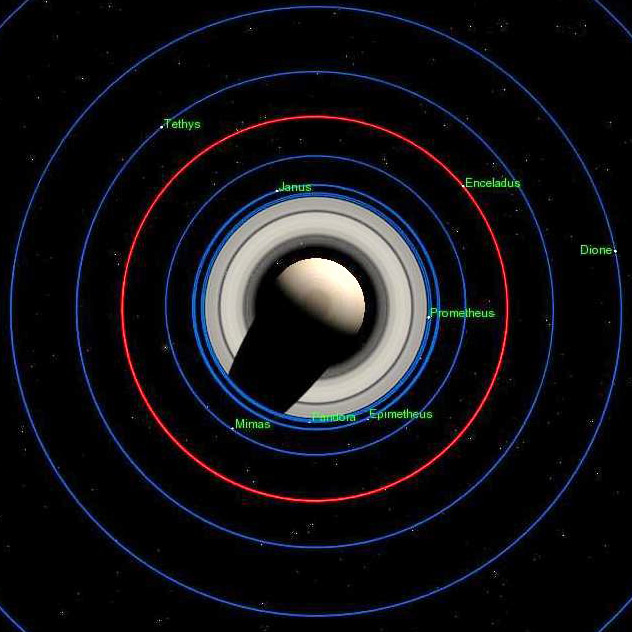
Vista de la órbita de Encélado (resaltada en rojo) desde el polo norte de Saturno.

Encélado es uno de los principales satélites interiores de Saturno junto con Dione, Tetis y Mimas. Es el decimocuarto más alejado del planeta y orbita dentro de la parte más densa del anillo E, la parte más exterior de los anillos de Saturno.
Encélado orbita en torno a Saturno a una distancia de 238 000 km del centro del planeta y 180 000 km de la cima de sus nubes, entre las órbitas de Mimas y Tetis, y tarda 32,9 horas en completar la órbita (suficiente para que pueda ser observado en una única noche de observación). Encélado está en resonancia orbital 2:1 con Dione (satélite), completando dos órbitas con Saturno por cada una que completa Dione. Esta resonancia ayuda a mantener la excentricidad orbital de Encélado (0,0047) y proporciona una fuente de calor a la actividad geológica de Encélado.

### Interacción con el anillo E
El anillo E de Saturno es el anillo más amplio y exterior de Saturno. Es un disco muy amplio y difuso compuesto por material microscópico de hielo o polvo. Empieza en la órbita de Mimas y acaba en algún lugar alrededor de la órbita de Rhea, aunque algunas observaciones sugieren que se extiende más allá de la órbita de Titán, con 1 000 000 km de ancho. Sin embargo, numerosos modelos matemáticos demuestran que tal anillo es inestable, con una longevidad de entre 10 000 y 1 000 000 de años. Por lo tanto, las partículas que lo componen tienen que reponerse constantemente. Encélado orbita dentro de este anillo, en la zona donde es más estrecho y denso. Varias teorías sospechan que Encélado es la principal fuente de partículas del anillo E. Esta hipótesis fue sustentada por el sobrevuelo de Cassini.
Hay dos mecanismos alimentando al anillo con partículas. La primera fuente de partículas, y posiblemente la más importante, es una columna criovolcánica situada en la región polar sur de Encélado. Mientras que la mayoría de las partículas caen y vuelven a la superficie, algunas escapan de la gravedad de Encélado y entran en la órbita de Saturno, ya que la velocidad de escape es de sólo 866 km/h. La segunda fuente es el bombardeo de meteoritos de Encélado, que levanta partículas de polvo de la superficie. Este mecanismo no es único de Encélado sino que es válido para todas las lunas de Saturno que orbitan dentro del anillo E.
|  |  |

## Características físicas

### Rotación
Al igual que ocurre con los satélites más grandes de Saturno, Encélado rota en sincronía con su periodo orbital, de modo que la misma cara del satélite apunta siempre hacia Saturno. A diferencia de la Luna, Encélado no parece librar sobre su eje de rotación (más de 1,5°). Sin embargo, los análisis de la forma de Encélado sugieren que en algún momento estuvo en una órbita forzada 1:4 de libración. Esta libración, como la resonancia con Dione, podría haber proporcionado a Encélado una fuente de calor adicional.

### Interior
Se sabe relativamente poco sobre el interior de Encélado. Sin embargo, se ha podido averiguar algo cuando la nave Cassini/Huygens lo sobrevoló. Según los efectos que la gravedad de Encélado ha tenido en la trayectoria de la nave Cassini, el grupo de navegación determinó que posee una masa de  1,08 × 1020 kg; combinando esta información con los datos sobre su tamaño se obtiene una densidad de 1,61 g/cm³, la cual es un poco más alta que la de los otros satélites medianos de Saturno.
Después de un análisis exhaustivo de cientos de fotografías, el equipo científico de Cassini determinó con exactitud extrema los movimientos de rotación y libración del satélite. El movimiento de libración determinado (al ser alto) coincide con la existencia de un océano líquido global debajo de la superficie de hielo. Por tanto, se determinó que existe un núcleo rocoso, rodeado por un océano global, cubierto totalmente por una capa de hielo que es la superficie.
Anteriormente —al analizar los chorros de hielo y polvo que emanaban del hemisferio sur— se pensaba que podría haber agua líquida en forma localizada en partes de ese hemisferio, calentadas por posibles fuentes hidrotermales. Sin embargo, los últimos descubrimientos señalan agua líquida en forma de océano global, lo que hace pensar en muchas fuentes hidrotermales a lo largo de la superficie rocosa, al fondo del océano, lo que a su vez despierta gran interés por la posible existencia de vida alimentada por dichas fuentes.

### Superficie

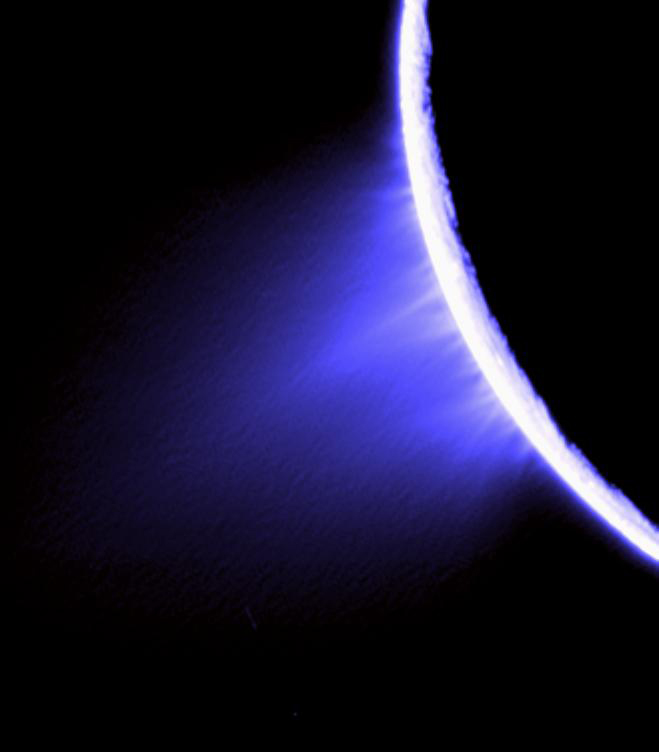
Imagen del hemisferio sur de Encélado enviada por la nave Cassini.

En agosto de 1981, la nave Voyager 2 pudo obtener imágenes con las cuales se podía estudiar la geología del satélite. La foto superior muestra la imagen de mejor resolución obtenida por la nave Voyager 2, donde se pueden apreciar diferentes tipos de superficies como regiones con cráteres y regiones lisas y jóvenes. Dado que existen pocos cráteres en las regiones lisas, se piensa que estas son más o menos jóvenes (menos de 100 millones de años). Esto sugiere que Encélado debe haber estado activo geológicamente muy recientemente, quizás con criovulcanismo u otro proceso que renueve su superficie. El hielo fresco que cubre la superficie hace que tenga el albedo más alto del sistema solar (0.99), lo que redunda en una baja temperatura promedio de −193 °C.
La craterización a través de impactos es un proceso común en el sistema solar y Encélado no es la excepción. Su superficie se halla cubierta de cráteres; sin embargo, la densidad de craterización no es uniforme. Algunas regiones prácticamente no poseen cráteres y otras se encuentran acribilladas. No obstante, la densidad de cráteres en las regiones más craterizadas es inferior a la de otros satélites helados del sistema saturniano, lo que revela la relativa juventud de su superficie. Observaciones recientes de la nave misión Cassini/Huygens han desvelado que los cráteres de Encélado en general son deformes, ya sea por procesos de relajación viscosa o a través de efectos tectónicos/fractura. Dunyazad en la figura 2c, es un ejemplo de un cráter en Encélado con piso levantado.
Voyager 2 encontró varios tipos de fracturas tectónicas en Encélado, verbigracia valles lineales y cinturones de surcos curvilíneos, parecidos a los de Ganímedes. Resultados recientes de Cassini indican que el tectonismo es el proceso de deformación principal en Encélado. Uno de los tipos de características tectónicas más interesantes son las fracturas, las cuales pueden tener hasta doscientos kilómetros de largo y de cinco a diez kilómetros de ancho, con una profundidad de un kilómetro. La figura 2b muestra una fractura típica; otro ejemplo puede verse en la parte inferior de la figura 2c. Se piensa que estas fracturas son relativamente jóvenes.
Otro ejemplo de tectonismo en Encélado es la zona con surcos descubierta por Voyager 2. Estas zonas son similares, aunque más complejas, a las que se encuentran en Ganímedes.
Ejemplos de surcos lineales se pueden observar en las figuras 1 y 2d. Se han observado también crestas, aunque éstas no son tan extensas como las de Europa; se pueden ver varios ejemplos en la parte izquierda-inferior de la Figura 2b.
Las llanuras planas fueron descubiertas en imágenes de la nave Voyager 2. Estas generalmente tienen poco relieve y muy pocos cráteres, una indicación segura de juventud, quizás menos de unos pocos cientos de millones de años. Imágenes obtenidas por la sonda Cassini el 14 de julio de 2005 han revelado un nuevo tipo de llanura plana. Esta región rodea al polo sur de Encélado hasta la latitud 60.o sur y está cubierta de fracturas tectónicas y crestas. Esta región es muy joven, ya que no se ve cráter alguno. Inspecciones detenidas de imágenes de la sonda Cassini en esta región han revelado hielo azul y rocas del tamaño de casas, de entre 10-100 metros de diámetro.

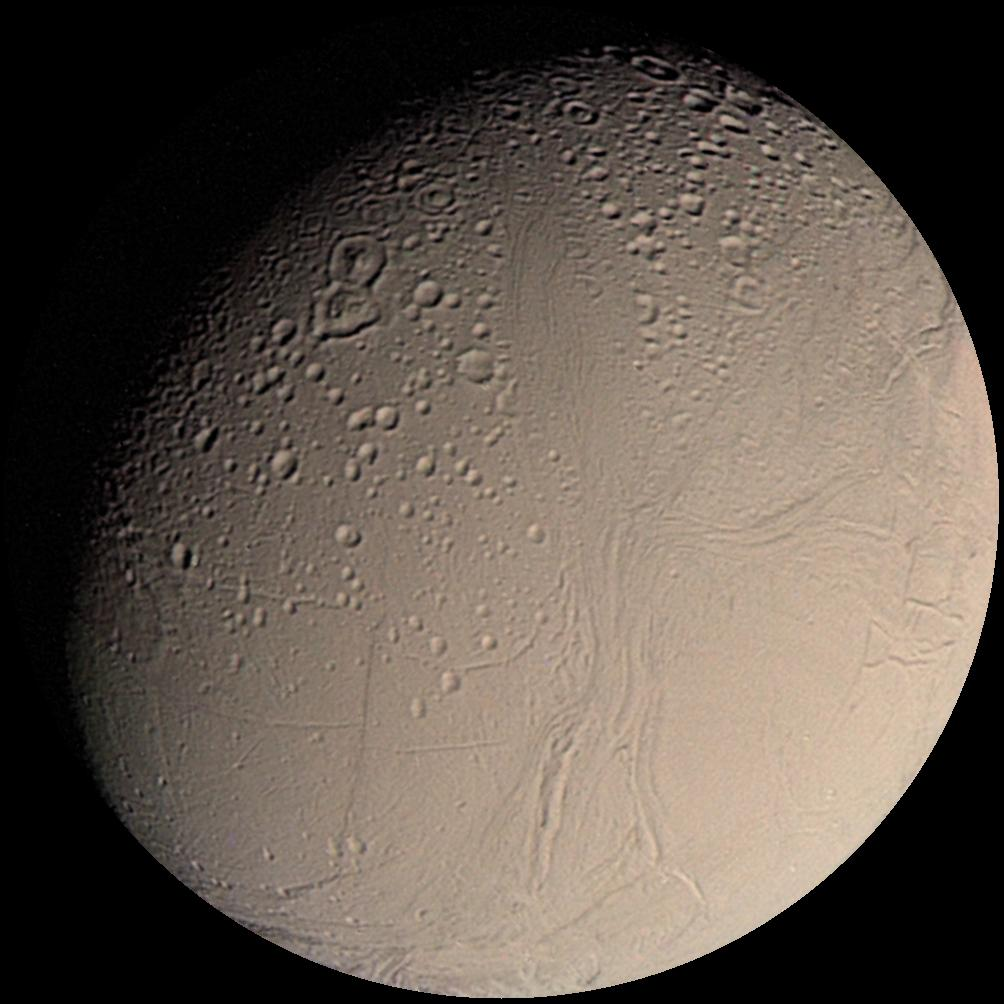
Figura 2: Cráteres de Encélado; imagen obtenida por Voyager 2 (entre ellos destacan Ali Baba y Aladdin).

Se ha confirmado que Encélado es la principal fuente de partículas para el tenue anillo E de Saturno. Los científicos estiman que micrometeoroides chocan con la superficie, expulsando partículas al espacio y formando una nube alrededor del satélite. Otras partículas con más energía escapan y orbitan Saturno, formando así el anillo E. 

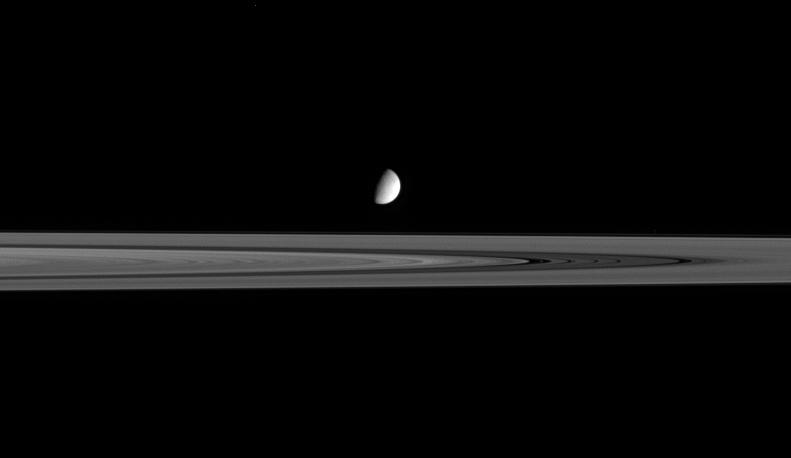
Figura 3: Encélado y los anillos de Saturno.

Instrumentos a bordo de Cassini han encontrado pruebas de actividad geológica en Encélado. Existen sobre el polo sur unos surcos denominados "rayas de tigre (tiger stripes en inglés), los cuales sirven de rejillas de ventilación, y de las cuales se puede observar el escape de vapor y partículas finas de hielo (ver la figura 4). La cristalización de estas partículas es un proceso que se puede usar como cronómetro: el hielo fresco es cristalino, y a través del tiempo este se convierte en hielo amorfo, un proceso que dura décadas. La conclusión es que las rayas de tigre tienen solo entre 10 y 1000 años de edad. Se ha detectado una atmósfera de vapor de agua que se concentra sobre la región del polo sur, un área con muy pocos cráteres. La composición de esta atmósfera concuerda con la emisión o evaporación de agua. Además, el instrumento Composite InfraRed Spectromer (CIRS) descubrió en julio de 2005 que la región del polo sur es relativamente más tibia (15 grados por encima de la temperatura promedio) que el resto de Encélado. El hecho de que la región del polo sur de Encélado sea geológicamente activa es uno de los grandes descubrimientos de la nave Cassini.

## Nuevos datos desde 2005
Tras los encuentros de las sondas Voyager a principios de los años 1980, los científicos planetarios postularon que esta luna podría estar geológicamente activa, dado su alto albedo (que indica una superficie relativamente joven) y su ubicación en el centro del anillo E. Basándose en estos datos se pensaba que Encélado podía ser la fuente del material para el anillo E, quizás a través de un mecanismo de escape de vapor de agua desde su interior.
En 2005 los datos obtenidos a través de varios de los instrumentos a bordo de la sonda Cassini han confirmado esta hipótesis. La sonda Cassini ha encontrado también posibles reservas de agua líquida a poca profundidad que erupcionan como géiseres en la superficie de Encélado. Este resultado, potencialmente muy importante, ha sido publicado en la revista Science, en marzo de 2006. Imágenes de Cassini de alta resolución muestran chorros helados y altas "plumas" eyectando grandes cantidades de partículas a alta velocidad desde las formaciones denominadas Rayas de Tigre (ver fig. 4), en el hemisferio sur de Encélado; típicamente, estas tienen 130 km de longitud, 2 km de ancho y 500 m de profundidad. Se han considerado varios modelos para explicar este proceso. Los datos y los modelos muestran que los chorros escapan de depósitos de agua líquida a poca profundidad de la superficie.
De hecho, la prueba a favor de la existencia de un océano subsuperficial de agua líquida entre 30 y 40 kilómetros bajo la superficie es que esta luna es cada vez mayor, aunque una alternativa sugerida a tal océano pueden ser grandes cavernas de hielo llenas de agua. Modelos recientes muestran que su actividad geológica es incompatible con el hecho de que esté controlada únicamente por las fuerzas de marea y que está mejor explicada asumiendo la existencia de tal característica geológica, lo que convierte a esta pequeña luna en un objetivo ideal para la búsqueda de vida extraterrestre.
Previamente se sabía que existía vulcanismo en tres lugares en el sistema solar: Io, la Tierra, Tritón y posiblemente Venus. Ahora debemos agregar Encélado, considerado ahora como uno de los lugares más interesantes del sistema solar por la presencia de agua líquida tan cerca de la superficie.
En mayo de 2006, Francis Nimmo y Robert Pappalardo (de la Universidad de California y del JPL en Pasadena, California, respectivamente) publicaron un estudio en la revista científica Nature donde proponen una explicación de por qué la actividad geológica se encuentra en el polo sur de Encélado. Según los autores de este trabajo, es posible que la región activa en el polo sur tuviese su origen en otra región del satélite natural. Dado que la parte activa contiene materiales más cálidos y de baja densidad que el resto de esta luna, la fuerza centrífuga impulsaría el material más denso hacia el ecuador y el más ligero hacia los polos,  desplazando las bolsas de material ligero hacia las regiones polares.
Durante un sobrevuelo realizado por la sonda Cassini el 12 de marzo de 2008 se han descubierto, sorprendentemente, compuestos orgánicos en los chorros expulsados por las formaciones del polo S de Encélado. En sobrevuelos posteriores, acaecidos el 11 de agosto de 2008 y el 31 de octubre de ese año, Cassini ha tomado imágenes de muy alta resolución —de hasta un pixel por cada 7 metros de superficie— de las Rayas de Tigre, y se han podido localizar con exactitud los lugares de donde salen los géiseres.
El escenario que emerge del análisis de los datos recogidos por la sonda Cassini es el de un mundo de cierta actividad geológica, sobre todo en su región sur, en la forma de una especie de (crio)tectónica de placas. Las "rayas de tigre" son lugares similares a las cordilleras existentes en el centro de los océanos terrestres, en las cuales el material que emerge del interior crea nueva corteza y, por otro lado, el material expulsado por los géiseres acaba por volver a caer y taponar sus fuentes, para luego volver a aparecer en otro lado.
Una investigación sugiere que la actividad geológica se produce de manera periódica, cuando hielo caliente procedente del interior de Encélado sube a la superficie, rompiendo la corteza. El satélite vive en la actualidad uno de esos episodios, lo que explica la juventud en términos geológicos de la región polar sur. Dichos períodos de actividad duran alrededor de 10 millones de años y se producen entre cada 100 millones y 2000 millones de años.
Datos enviados por Cassini muestran la presencia de sodio en el anillo más exterior de Saturno, que ha sido interpretado como una nueva prueba de la presencia de un océano subterráneo (y de que tales chorros no son géiseres violentos, sino chorros contenidos de emisión continua), ya que ese elemento no puede haber procedido de una sublimación del hielo. Sin embargo, investigaciones realizadas desde tierra no han detectado tal elemento, por lo que su presencia es controvertida.
Otro compuesto que ha sido detectado en tales chorros es amoníaco, lo que ha sido considerado una nueva prueba de la presencia de agua líquida bajo la corteza.
En junio de 2023 un equipo internacional de investigadores encabezados por Frank Postberg de la Universidad Libre de Berlín informó en la revista Nature que, basándose en datos obtenidos por la sonda Cassini hasta el fin de su misión en 2017, se encontró presencia de fósforo en partículas de hielo expulsadas por los géiseres que emanan desde el océano subterráneo, en concentraciones que se estiman serían 100 veces más altas que en los océanos terrestres, elemento con el cual se reúnen todos los requisitos para que el satélite sea considerado como habitable.

## Exploración espacial
| Fecha                    | Distancia (km) |
| ------------------------ | -------------- |
| 17 de febrero de 2005    | 1200           |
| 9 de marzo de 2005       | 500            |
| 29 de marzo de 2005      | 64 000         |
| 21 de mayo de 2005       | 93 000         |
| 14 de julio de 2005      | 175            |
| 8 de septiembre de 2006  | 40 000         |
| 9 de noviembre de 2006   | 94 000         |
| 28 de junio de 2007      | 90 000         |
| 30 de septiembre de 2007 | 88 000         |
| 12 de marzo de 2008      | 50             |
| 30 de junio de 2008      | 99 000         |
| 11 de agosto de 2008     | 55             |
| 9 de octubre de 2008     | 25             |
| 31 de octubre de 2008    | 200            |
| 2 de noviembre de 2009   | 100            |
| 21 de noviembre de 2009  | 1600           |
| 28 de abril de 2010      | 103            |
| 18 de mayo de 2010       | 438            |
| 13 de agosto de 2010     | 2554           |
| 30 de noviembre de 2010  | 51             |
| 31 de diciembre de 2010  | 51             |
| 1 de octubre de 2011     | 99             |
| 19 de octubre de 2011    | 1231           |
| 8 de noviembre de 2011   | 496            |
| 27 de marzo de 2012      | 74             |
| 28 de octubre de 2015    | 49             |

Antes de la década de 1980, Encélado no se había visto nunca más que como un minúsculo punto blanco que estaba en órbita alrededor de Saturno. Los únicos datos conocidos eran las características de su órbita y un cálculo de su masa, su densidad y su albedo.
Las primeras imágenes de Encélado de la era espacial fueron obtenidas por las dos sondas Voyager. Voyager 1 pasó muy lejos, pero Voyager 2 pasó cerca y obtuvo imágenes de alta resolución en agosto de 1981, revelando la joven superficie de este satélite.
El estudio detenido comenzó con la llegada de la misión Cassini/Huygens el 30 de junio de 2004, cuando se puso en órbita alrededor de Saturno. Dados los resultados obtenidos por Voyager 2 sobre esta enigmática luna, se considera un objetivo de alta prioridad para el estudio científico y se tienen planeados varios encuentros cercanos que están listados abajo:
En 2017 la NASA aseveró que en el océano líquido del interior se reúnen varios de los elementos necesarios para la formación de la vida e inclusive de la existencia de pequeños ecosistemas microbianos. Esto —según la NASA— convierte al satélite en uno de los candidatos más propicios de albergar vida fuera de la Tierra.